# TVS Motors

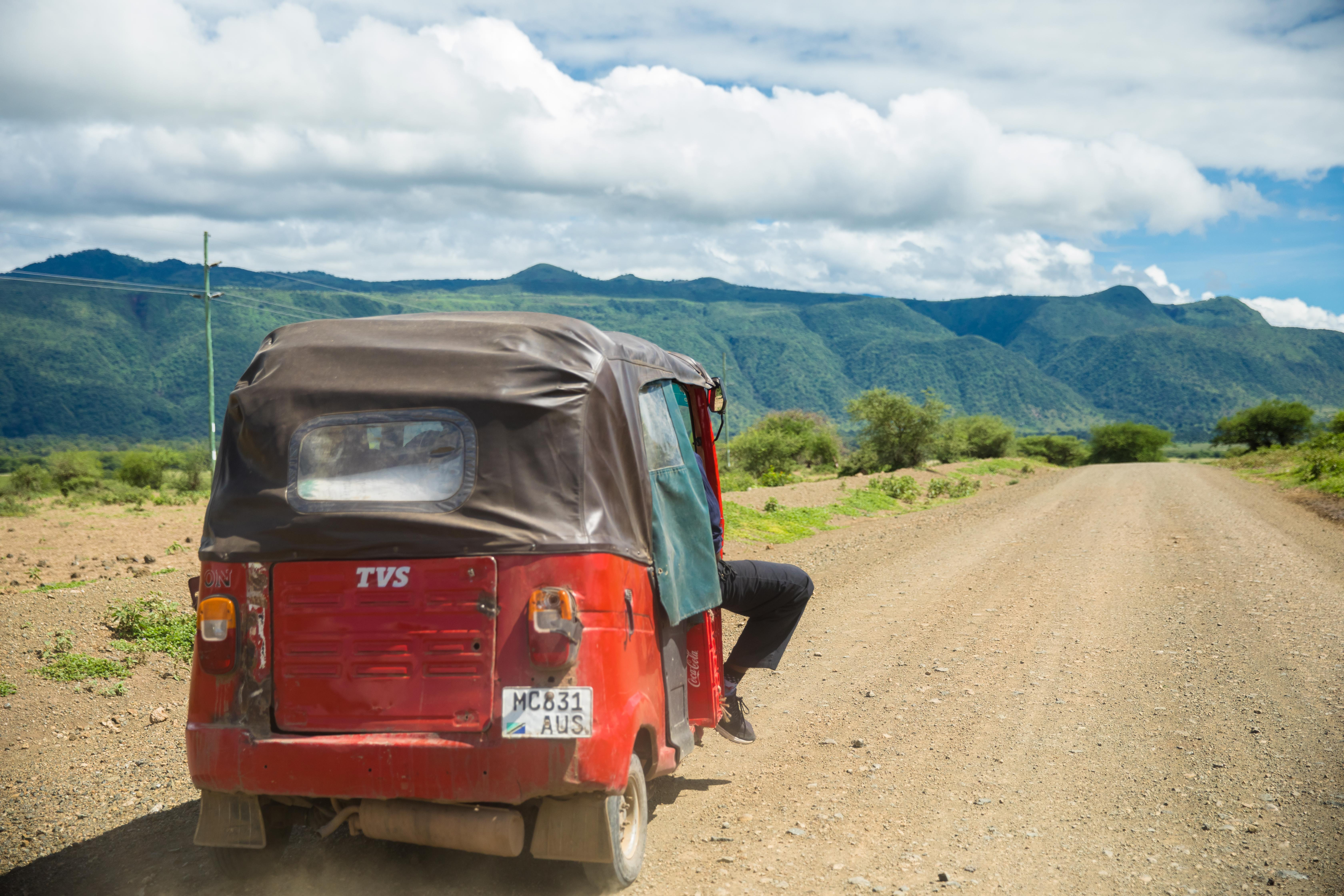
Triciclo TVS en Tanzania

TVS Motor Company Limited es un fabricante multinacional indio de motocicletas con sede en Chennai, propiedad de TVS Group. Es el tercer fabricante de motocicletas con mayores ingresos en la India, y uno de los grandes distribuidores en el mundo. Además es el segundo mayor exportador de la India, haciendo presencia en más de 60 países a nivel mundial. Tiene alrededor de 15 millones de clientes. La BMW GS 310 se fabrica en Bangalore (India) en las instalaciones de TVS Motor Company, bajo la supervisión de BMW. En 2020 el grupo TVS compró Norton, otra marca histórica. 
TVS entre muchos galardones, es la única empresa de motos india que ha ganado el Premio Deming, galardón otorgado en honor al ingeniero y analista Dr. William Deming, por sus esfuerzos y su compromiso en el control de calidad. Este galardón fue otorgado a la compañía en 2002.

## Historia

### Orígenes
TVS fue establecido por T. V. Sundaram Iyengar, un antiguo negociante ferroviario que se independizó de su compañía para fundar su propio negocio.
Su primera empresa se llamó Madurai, la primera empresa de autobuses de la India, esto en 1911. T. V. Sundaram fundó "TV Sundaram Itengar and Sons Limited", que existe en la actualidad con el nombre de "Caminos del Sur Limitada" o "South Ways Limited".
En 1955, T. V. S., murió, y sus hijos se encargaron de convertir a la empresa en una compañía automotriz, y de seguros. Hoy TVS Group, cuenta con 33 empresas, fruto del trabajo realizado por los hijos de T. V. S., y de sus inversiones en la compañía, ya sólida para ese entonces, que luego derivó en TVS Motors. Actualmente TVS Motors tiene presencia en Guatemala.

### Primeros años
Sundaram - Clayton, entonces la compañía líder del grupo, fue fundada en 1962 en colaboración con la compañía británica Clayton Dewandre Holdings. Esta compañía fabricaba frenos, tubos de escape, compresores y varias piezas de automóviles. La compañía estableció una planta en Hosur en 1978 para la fabricación de ciclomotores, como creación de una nueva división. Una colaboración técnica con el coloso japonés de automóviles Suzuki en 1982, entre Sundaram - Clayton Ltd y Suzuki Motor Corporation, dio origen a la posterior producción comercial de motocicletas, que comenzó en 1984. 